# داگلاس توبر و تیم مایل
داگلاس توبر و تیم مایل ( به انگلیسی :Tim Maile and Douglas Tuber) دو نویسنده و تهیه کننده ی برنامه های تلویزیونی هستند که باهم همکاری میکنند. و از کارهای آنها میتوان به سر هرمن،همه ی دختران آمریکایی،یاروی باهوش،جسی،سلام بر شلوارک،لیزی مک‌گوایر،
آینده ی فیل،زندگی وحشی درسی و انیمیشن سونیک بوم اشاره کرد.